# Episodi di Reservation Dogs (seconda stagione)
La seconda stagione della serie televisiva Reservation Dogs, composta da 10 episodi, è stata trasmessa negli Stati Uniti dal 3 Agosto 2022 al 28 Settembre 2022.
In Italia la serie è stata resa interamente disponibile tramite la sezione Star su Disney+ il 3 Novembre 2022. 
| n° | Titolo originale                | Titolo italiano            | Prima TV USA      | Prima TV Italia |
| -- | ------------------------------- | -------------------------- | ----------------- | --------------- |
| 1  | The Curse                       | Il mago bianco             | 3 Agosto 2022     | 3 Novembre 2022 |
| 2  | Run                             | Senza sensi di colpa       | 3 Agosto 2022     | 3 Novembre 2022 |
| 3  | Roofing                         | Al lavoro                  | 10 Agosto 2022    | 3 Novembre 2022 |
| 4  | Mabel                           | Mabel                      | 17 Agosto 2022    | 3 Novembre 2022 |
| 5  | Wide Net                        | Caccia grossa              | 24 Agosto 2022    | 3 Novembre 2022 |
| 6  | Decolonativization              | Questione di fiducia       | 31 Agosto 2022    | 3 Novembre 2022 |
| 7  | Stay Gold Cheesy Boy            | Rimani così, Cheese boy    | 7 Settembre 2022  | 3 Novembre 2022 |
| 8  | This is Where the Plot Thickens | Il viaggio speciale di Big | 14 Settembre 2022 | 3 Novembre 2022 |
| 9  | Offerings                       | La lettera                 | 21 Settembre 2022 | 3 Novembre 2022 |
| 10 | I Still Believe                 | Direzione California       | 28 Settembre 2022 | 3 Novembre 2022 |

## Il mago bianco
- Titolo originale: The Curse
- Diretto da: Sterlin Harjo
- Scritto da: Sterlin Harjo & Dallas Goldtooth & Ryan RedCorn

## Senza sensi di colpa
- Titolo originale: Run
- Diretto da: Sterlin Harjo
- Scritto da: Sterlin Harjo & Dallas Goldtooth & Ryan RedCorn

## Al lavoro
- Titolo originale: Roofing
- Diretto da: Erica Tremblay
- Scritto da: Sterlin Harjo & Chad Charlie

## Mabel
- Titolo originale: Mabel
- Diretto da: Danis Goulet
- Scritto da: Sterlin Harjo & Kawennáhere Devery Jacobs

## Caccia grossa
- Titolo originale: Wide Net
- Diretto da: Tazbah Chavez
- Scritto da: Tazbah Chavez

## Questione di fiducia
- Titolo originale: Decolonativization
- Diretto da: Tazbah Chavez
- Scritto da: Erica Tremblay

## Rimani così, Cheese boy
- Titolo originale: Stay Gold Cheesy Boy
- Diretto da: Blackhorse Lowe
- Scritto da: Bobby Wilson

## Il viaggio speciale di Big
- Titolo originale: This is Where the Plot Thickens
- Diretto da: Blackhorse Lowe
- Scritto da: Blackhorse Lowe & Sterlin Harjo

## La lettera
- Titolo originale: Offerings
- Diretto da: Sterlin Harjo
- Scritto da: Migizi Pensoneau

## Direzione California
- Titolo originale: I Still Believe
- Diretto da: Sterlin Harjo
- Scritto da: Tommy Pico